# Amblyopone reclinata
Amblyopone reclinata är en myrart som beskrevs av Mayr 1879. Amblyopone reclinata ingår i släktet Amblyopone och familjen myror. Inga underarter finns listade i Catalogue of Life.

## Bildgalleri

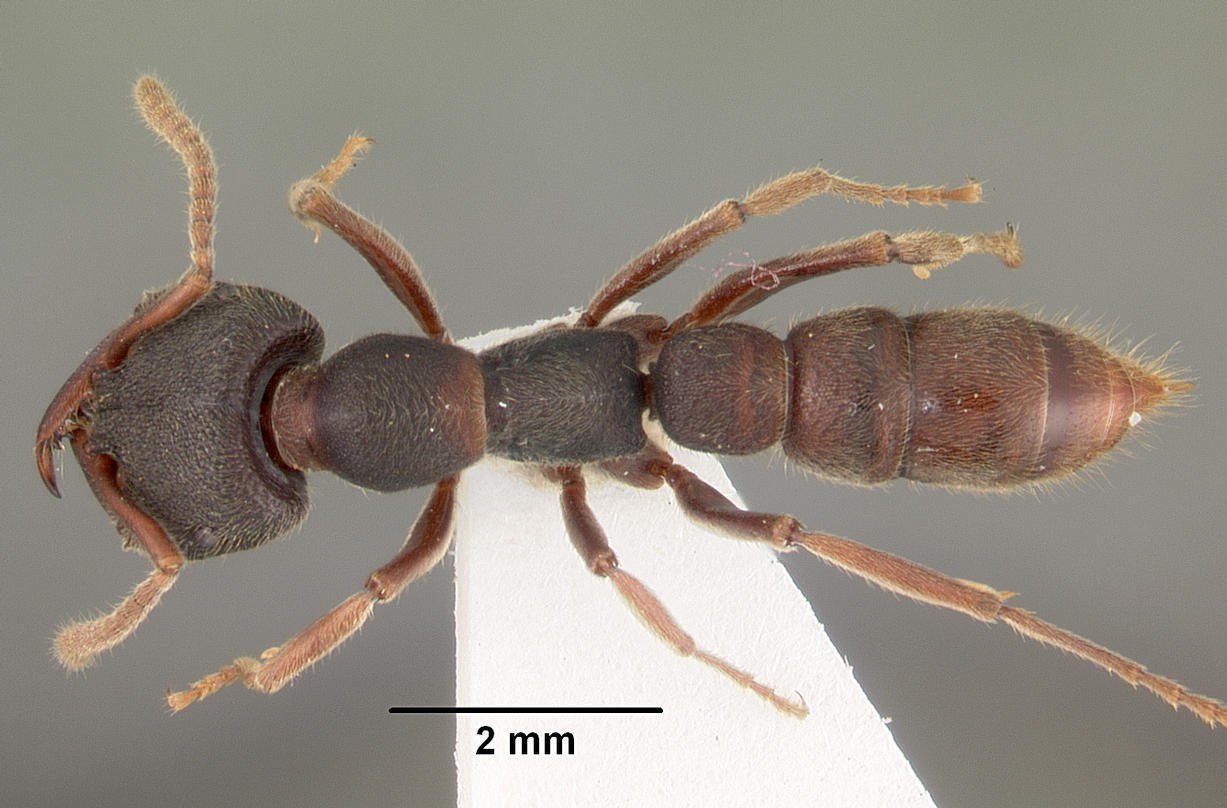
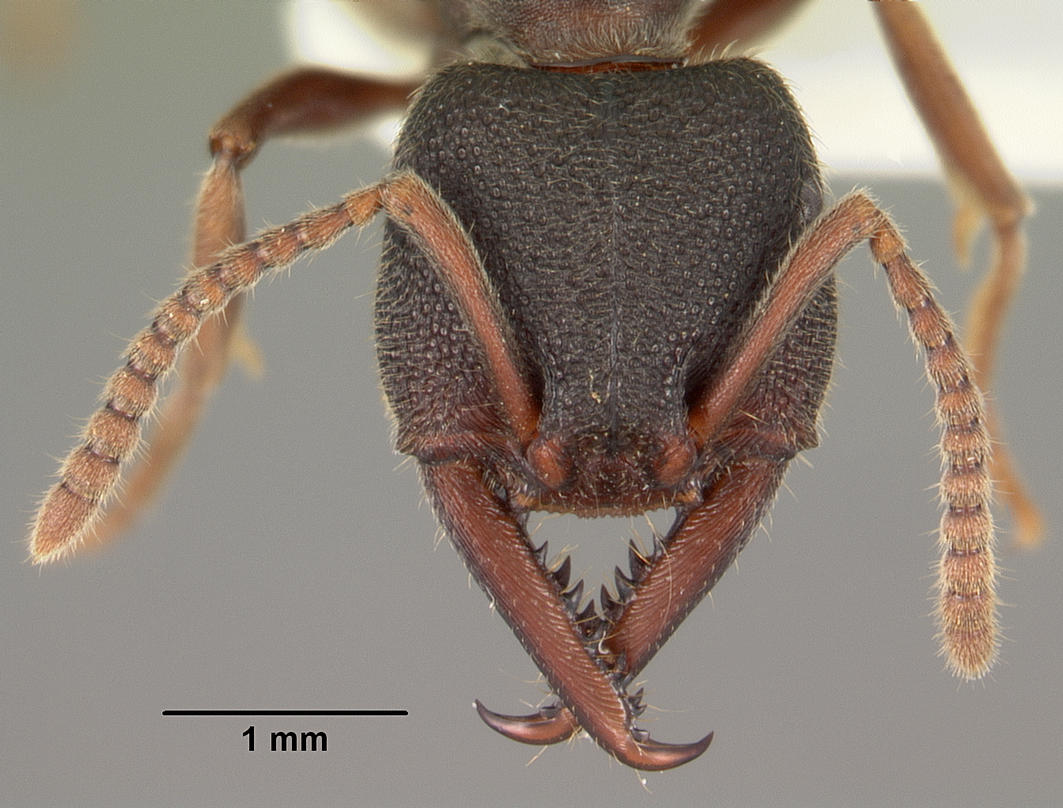
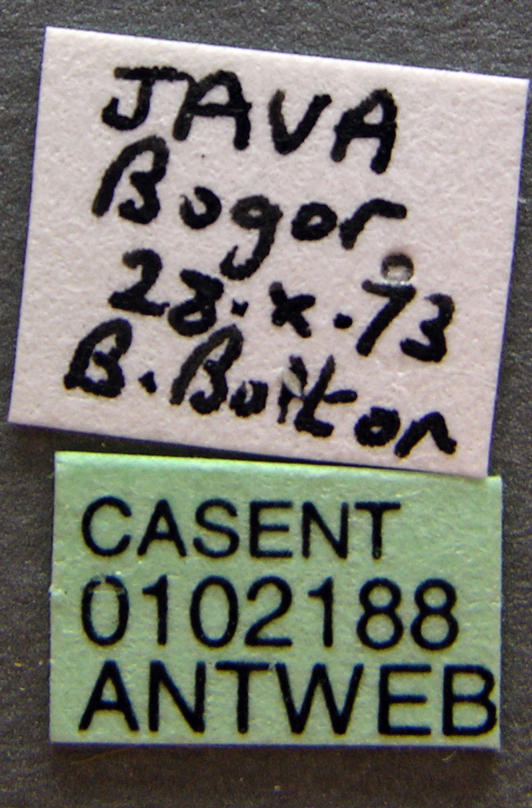
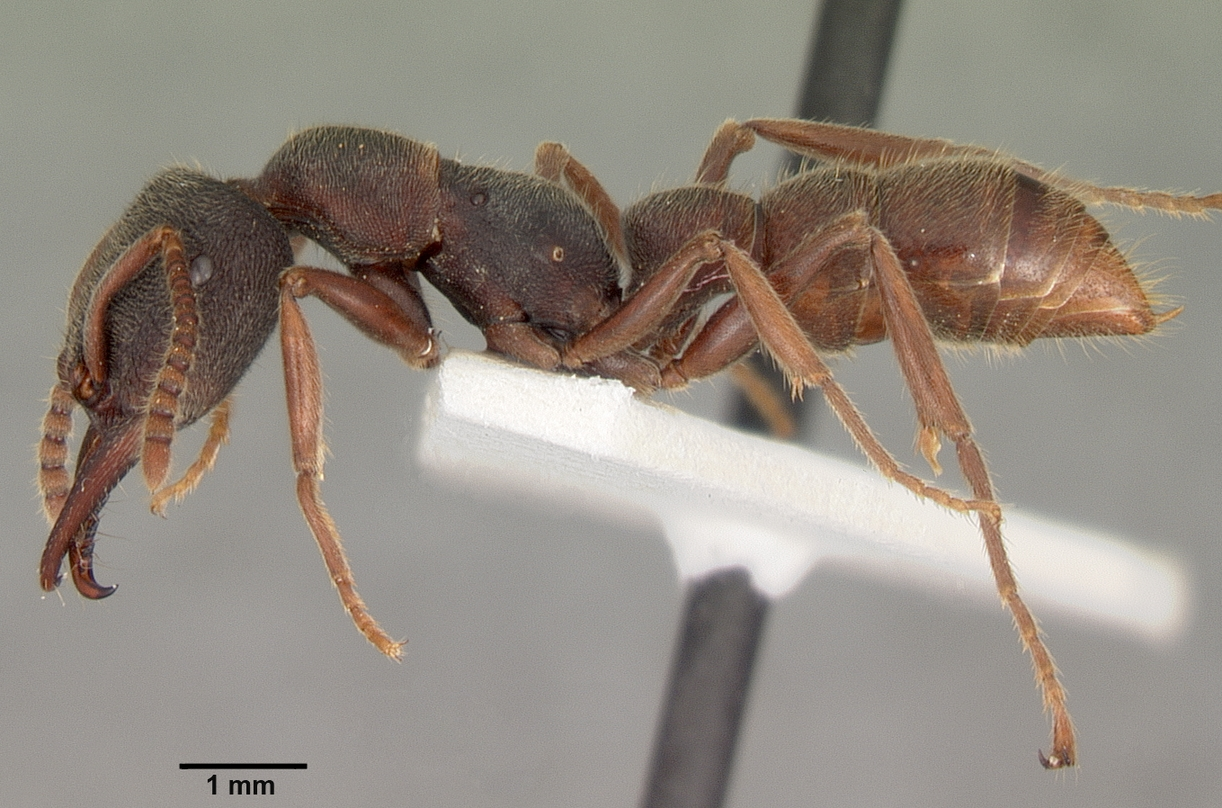
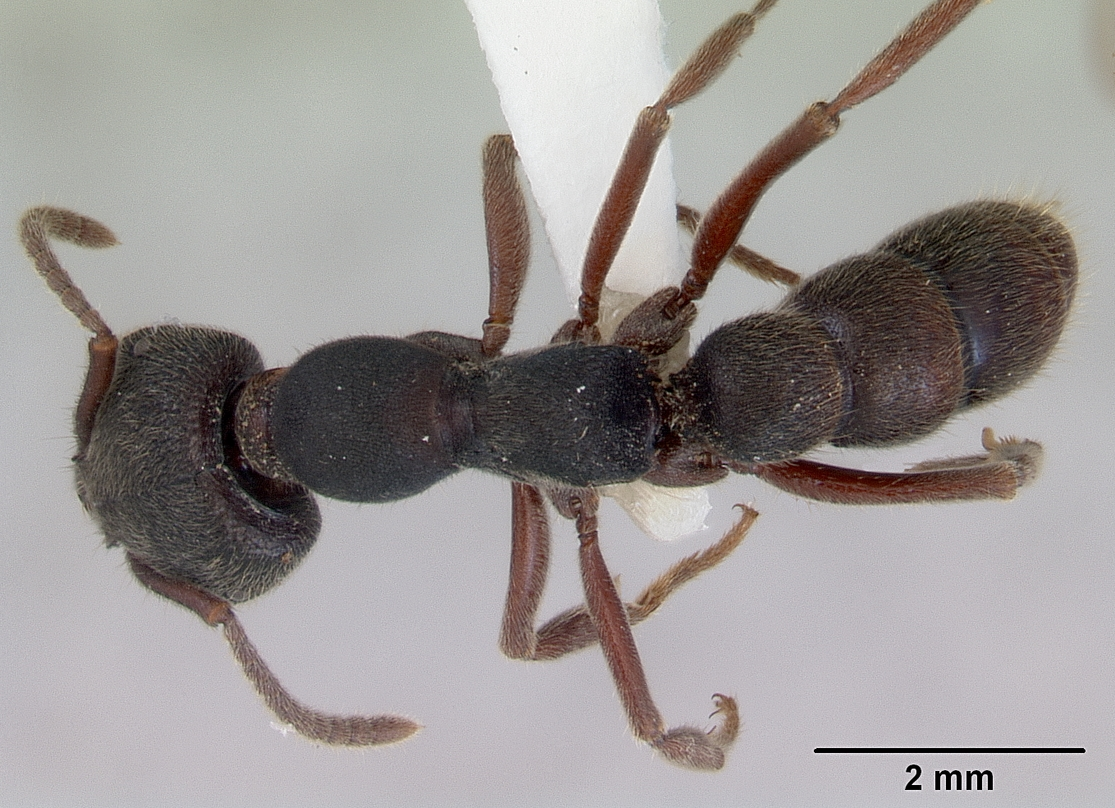
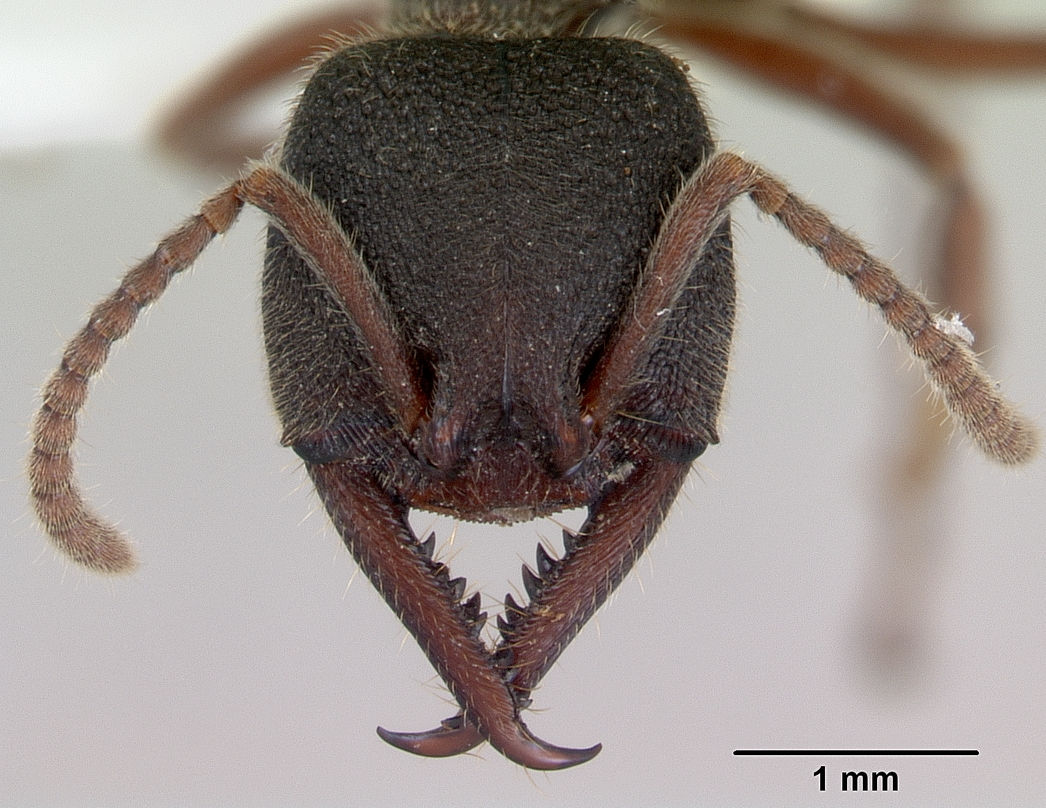